# Triclosan
El triclosan és el nom comú del 5-cloro-2-(2,4-diclorofenoxi)fenol, un agent antibacterià i antifúngic present en alguns productes de consum, incloent-hi pasta de dents, sabons, detergents, joguines i tractaments de neteja quirúrgica. És similar en els seus usos i mecanisme d'acció al triclocarban. La seva eficàcia com a agent antimicrobià, el risc de resistència antimicrobiana i el seu possible paper de disruptor endocrí continua sent controvertit. S'estan investigant els seus efectes potencials sobre els organismes i la salut ambiental.

## Declaració de Florència sobre triclosan i triclocarban
La declaració de Florència sobre triclosan i triclorocarban (2017) documenta el consens de més de 200 científics i professionals mèdics sobre els perills i la manca de benefici demostrat en l'ús comú del triclosan i triclocarban.
Les raons exposades són les següents:
1. El triclosan i el triclocarban s'usen com antimicrobians, un tipus de químics presents en més de 2000 productes incloent sabons, pastes dentals, detergents, roba, joguines, catifes, plàstics i pintures. En productes de neteja personal com sabó de mà, no hi ha evidència que l'ús de triclosan o triclocarban millorin la salut del pacient o client, o previnguin malalties.
2. El triclosan i el triclocarban que s'usen en productes de consum que acaben en l'ambient i se'ls ha detectat en una àmplia varietat d'àmbits al voltant del món.
3. El triclosan i el triclocarban persisteixen en el medi ambient i són una font de compostos tòxics i carcinògens, incloent dioxines, cloroform i anilines clorades.
4. El triclosan, el triclocarban i els seus productes de transformació i subproductes s'acumulen en plantes aquàtiques i animals. Els productes de degradació del triclosan s'han trobat en la sang humana i llet materna.
5. El triclosan i el triclocarban tenen efectes perjudicials sobre els organismes aquàtics.
6. Els éssers humans estan exposats a triclosan i triclocarban per contacte directe amb productes de cura personal i d'altres fonts, incloent aliments, l'aigua potable i la pols. El triclosan s'ha detectat en l'orina de la majoria d'éssers humans analitzats.
7. El triclosan i el triclocarban són disruptors endocrins i s'associen amb impactes reproductius i de desenvolupament en estudis animals i in vitro. Les implicacions potencials per a la reproducció i el desenvolupament humans són motiu de preocupació i mereixen un major estudi.
8. L'epidemiologia humana i els estudis en animals suggereixen que l'exposició al triclosan pot augmentar la sensibilitat als al·lèrgens.
9. L'ús excessiu de triclosan pot contribuir a la resistència a antibiòtics i pot modificar el microbioma.
10. Diverses autoritats, incloent la FDA, han restringit l'ús de triclosan i triclocarban en certs tipus de sabons. Aquests i altres productes químics antimicrobians generalment no estan restringits en altres productes.

Al seu torn, es fan les següents recomanacions:
1. Evitar l'ús de triclosan, triclocarban i altres químics antimicrobians excepte en casos on ofereixin un benefici en la salut basat en evidències (per exemple pasta dental receptada per un metge per tractar malaltia de genives) i que hi hagi evidència adequada que demostri la seva seguretat.
2. Quan els antimicrobians siguin necessaris, utilitzar alternatives més segures que no siguin persistents i no representin cap risc per als éssers humans o els ecosistemes.
3. Etiquetar tots els productes que continguin triclosan, triclocarban i altres antimicrobians, fins i tot en els casos en que no siguin productes sanitaris.
4. Avaluar la seguretat dels antimicrobians i els seus productes de transformació durant tot el cicle de vida del producte, incloent la fabricació, l'ús a llarg termini, l'eliminació i l'alliberament ambiental.